# Petišovsko jezero
Petišovsko jezero je opuščena in poplavljena gramoznica na notranjem delu mrtvice Csiko Legelo, ki jo je na svojem levem bregu oblikovala reka Mura južno od naselja Petišovci na severovzhodu Slovenije, ob meji s Hrvaško. Ozemlje na levem bregu Mure v tem delu države je predmet spora med Slovenijo in Hrvaško zaradi spreminjanja toka mejne reke, ki se ne sklada več s katastrskimi mejami; po razmejitvi, določeni z arbitražnim postopkom, leži samo jezero na ozemlju Hrvaške, mrtvica, ki ga obdaja s severne strani, pa v Sloveniji, vendar Hrvaška postopku oporeka, zato demarkacija v naravi še ni bila opravljena, s tem pa ostaja nedorečen tudi status območja jezera.
Manjše jezero, ki tvori z mrtvico povezan vodni kompleks velikosti približno 10 hektarjev, ima velik pomen kot življenjski prostor vodnih in obvodnih rastlin ter živali, zlasti ptic, dvoživk, žuželk, plazilcev in malih sesalcev. Tu je bilo denimo ugotovljenih več kot 40 vrst ptic, večina na območju tudi gnezdi, med njimi čapljica, trstni cvrčalec in rakar. Pri tem je mrtvica razmeroma ohranjena, z bujnim vodnim in obvodnim rastlinjem, samo jezero pa močno degradirano zaradi uporabe za ribolov, odstranjevanja obrežnega rastlinja in odmetavanja odpadkov.
Za ohranjanje okolja je bilo tu v preteklih letih izvedenih več aktivnih naravovarstvenih ukrepov, kot je izlavljanje tujerodnih vrst rib, ki so jih vložili ribiči. Leta 2013 se je v sklopu evropskega projekta »Ohranjanje in upravljanje sladkovodnih mokrišč v Sloveniji« (Wetman) začela obnova mrtvic Csiko Legelo in bližnje Nagy Parlag, ki sta že v zreli fazi obstoja in iz katerih so strojno odstranjevali nanose mulja. V naravnih razmerah je mrtvica dinamičen pojav, ki se v roku kakšnega stoletja po nastanku zamulji, zaraste in izgine. Vendar pa je človek z izgradnjo protipoplavnih nasipov reki preprečil razlivanje in tvorbo novih mrtvic, zato je bila sprejeta odločitev o aktivnem ohranjanju obstoječih, za vzdrževanje njihove vloge habitatov ogroženih vrst živih bitij in tudi sposobnosti zadrževanja poplavnih vod.